# Damian Rasak
Damian Rasak (Toruń, 1996. február 8. –) lengyel labdarúgó, az Újpest játékosa, középpályás.

## Pályafutása

### Klubcsapatokban
Utánpótláskorában szülővárosában, az Elana Toruńban érlelődött, 2012 és 2013 között a felnőtt keret tagja volt. 2013-tól 2016-ig az olasz Chievo játékosa volt ifjúsági játékosként. A Chievo 2014–2015 között az AS Bari U19-be, utána pedig az olasz negyedosztályú Torres-be adta kölcsön a játékost. 2016 és 2017 között a Miedź Legnica játékosa volt. 2017. július 1-jén csatlakozott a Wisła Płock csapatához. Az Ekstraklasában 2017. július 14-én debütált, egy 0–2-es vereséggel végződő mérkőzésen a Lechia Gdańsk ellen. A Wisła Płocknál 6 évet töltött miután 2023-ban leigazolta őt a Górnik Zabrze. 2025. január 23-án szerződtette az Újpest. Tizedik NB1-es mérkőzésén megszerezte első gólját lila-fehér színekben.

### A válogatottban
Az U21-es válogatottban egy mérkőzést játszott, 2017. szeptember 1-én a Grúzia elleni Eb-selejtező mérkőzésen.

## Statisztikái

### Klubcsapatokban
2025. augusztus 3-i állapot szerint.
| Klub             | Szezon           | Bajnokság | Bajnokság | Kupa  | Kupa  | Ligakupa | Ligakupa | Nemz. kupa | Nemz. kupa | Összesen | Összesen |
| Klub             | Szezon           | Mérk.     | Gólok     | Mérk. | Gólok | Mérk.    | Gólok    | Mérk.      | Gólok      | Mérk.    | Gólok    |
| ---------------- | ---------------- | --------- | --------- | ----- | ----- | -------- | -------- | ---------- | ---------- | -------- | -------- |
| Elana Toruń      | 2012–13          | 17        | 0         | 1     | 0     | —        | —        | —          | —          | 18       | 0        |
| Elana Toruń      | Összesen         | 17        | 0         | 1     | 0     | —        | —        | —          | —          | 18       | 0        |
| Torres           | 2015–16          | 15        | 0         | —     | —     | —        | —        | —          | —          | 15       | 0        |
| Torres           | Összesen         | 15        | 0         | —     | —     | —        | —        | —          | —          | 15       | 0        |
| Miedź Legnica    | 2015–16          | 11        | 1         | —     | —     | —        | —        | —          | —          | 11       | 1        |
| Miedź Legnica    | 2016–17          | 30        | 4         | 1     | 0     | —        | —        | —          | —          | 31       | 4        |
| Miedź Legnica    | Összesen         | 41        | 5         | 1     | 0     | —        | —        | —          | —          | 42       | 5        |
| Wisła Płock      | 2017–18          | 24        | 0         | —     | —     | —        | —        | —          | —          | 24       | 0        |
| Wisła Płock      | 2018–19          | 31        | 0         | 3     | 0     | —        | —        | —          | —          | 34       | 0        |
| Wisła Płock      | 2019–20          | 28        | 0         | 0     | 0     | —        | —        | —          | —          | 28       | 0        |
| Wisła Płock      | 2020–21          | 26        | 3         | 2     | 0     | —        | —        | —          | —          | 28       | 3        |
| Wisła Płock      | 2021–22          | 27        | 3         | 1     | 0     | —        | —        | —          | —          | 28       | 3        |
| Wisła Płock      | 2022–23          | 17        | 0         | 1     | 0     | —        | —        | —          | —          | 18       | 0        |
| Wisła Płock      | Összesen         | 153       | 6         | 7     | 0     | —        | —        | —          | —          | 160      | 6        |
| Górnik Zabrze    | 2022–23          | 12        | 2         | —     | —     | —        | —        | —          | —          | 12       | 2        |
| Górnik Zabrze    | 2023–24          | 33        | 2         | 3     | 0     | —        | —        | —          | —          | 36       | 2        |
| Górnik Zabrze    | 2024–25          | 17        | 4         | 1     | 0     | —        | —        | —          | —          | 18       | 4        |
| Górnik Zabrze    | Összesen         | 62        | 8         | 4     | 0     | —        | —        | —          | —          | 66       | 8        |
| Újpest           | 2024–25          | 16        | 1         | 2     | 0     | —        | —        | —          | —          | 18       | 1        |
| Újpest           | 2025–26          | 2         | 0         | 0     | 0     | —        | —        | —          | —          | 2        | 0        |
| Újpest           | Összesen         | 18        | 1         | 2     | 0     | —        | —        | —          | —          | 20       | 1        |
| Karrier összesen | Karrier összesen | 306       | 20        | 15    | 0     | —        | —        | —          | —          | 321      | 20       |